# 魁北克省 (1763年—1791年)
魁北克省（英語：Province of Quebec）是英国在七年战争后在北美洲建立的一块殖民地，為英屬北美的一部分。根据《1763年巴黎条约》，英国获得法属加拿大，而法国则保留非常富裕的小岛瓜德罗普；其後，英国《1763年皇家宣言》將法属加拿大更名为魁北克省。该省东至大西洋沿岸的拉布拉多，西南则穿越圣劳伦斯河谷直到五大湖地区，并穿越俄亥俄河与密西西比河的交汇处。后来，根据《1783年巴黎条约》，五大湖以南地区作为美国革命的成果被割让给了美国。

## 历史
七年戰爭結束後，英法兩國於1763年簽訂《巴黎和約》，法國將法屬加拿大割讓予英國，英國並於同年公佈《1763年皇家宣言》，正式成立魁北克省；這份諭令規定全省限縮於聖羅倫斯河的河畔。1774年，英國再通過《魁北克法案》，將俄亥俄领地和伊利诺伊领地纳入魁北克省，其範圍乃延伸至包括五大湖、俄亥俄河河谷和魯珀特地區（Rupert's Land）的南部，形成了东至阿巴拉契亚山脉、南至俄亥俄河、西至密西西比河、北至哈得孙湾公司拥有的鲁珀特地，大致恢復該省在法國管治時期的邊界。同時，《魁北克法案》也允许魁北克省在私人事务中恢复使用法国惯例法，而英国习惯法也依旧有效，并允许天主教会收取什一税。
即使被征服，魁北克仍然保留了封建领主制度。由于美国独立战争导致大量难民涌入，魁北克的人口组成发生了变化，出现了众多来自原北美十三州的讲英语、信奉圣公会或新教的人。
美國獨立戰爭結束後，英美在1783年簽訂的《巴黎條約》約定把五大湖區以南的領地劃為美國所轄。即使在根据《巴黎條約》将俄亥俄领地和伊利诺伊领地割让给美国后，英国仍然可以通过魁北克省进入该地区。通过穿越五大湖的贸易和军事路线，英国可以持续地从底特律、尼亚加拉堡等地向英军和美洲土著国家提供给养，直至《杰伊条约》将这些要塞划归美国。
根据《1791年宪法法案》，魁北克省以渥太华河為界一分為二，分別為下加拿大（今日的魁北克）和上加拿大（今日的安大略省），這兩個領地都可以選舉出自己的議會。1840年英國國會通過聯合法案，上加拿大改稱西加拿大，下加拿大改稱東加拿大，兩者並統編成加拿大聯合省。

## 总督
- 詹姆斯·默里（1760年-1766年）
- 盖伊·卡尔顿（1776年-1778年）
- 弗雷德里克·哈尔迪曼德（1778年-1786年[7]）
- 盖伊·卡尔顿（1786年-1796年）